# Plateau (bordsdekoration)
Plateau eller platå är en stor spegelbricka, vanligen med rikt arbetad kant, som placerades som prydnad på ett dukat bord.
Till plateaun hörde ofta en uppsättning små figurer, vaser och liknande. Plateauer var vanliga i rokokons och empirens praktfulla bordsuppsatser. Namnet har även använts om enklare smörgåsbrickor.